# Begraafplaats van Ancoisne
De Begraafplaats van Ancoisne is een gemeentelijke begraafplaats in Ancoisne, een gehucht in de Franse gemeente Houplin-Ancoisne in het Noorderdepartement. De begraafplaats ligt aan de zuidoostkant van het gehucht.

## Britse oorlogsgraven
Op de begraafplaats bevinden zich 2 Britse oorlogsgraven uit de Tweede Wereldoorlog. De twee graven zijn geïdentificeerd en worden onderhouden door de Commonwealth War Graves Commission. In de CWGC-registers is de begraafplaats opgenomen als Houplin-Ancoisne (Ancoisne) Communal Cemetery.